# Filip Ericsson
John Filip Ericsson (ur. 25 maja 1882 w Göteborgu, zm. 25 grudnia 1951 tamże) – szwedzki żeglarz, olimpijczyk, zdobywca złotego medalu w regatach na Letnich Igrzyskach Olimpijskich 1912 w Sztokholmie.
Na Letnich Igrzyskach Olimpijskich 1912 zdobył złoto w żeglarskiej klasie 10 metrów. Załogę jachtu Kitty tworzyli również Carl Hellström, Harald Wallin, Erik Wallerius, Harry Rosenswärd, Herman Nyberg, Humbert Lundén i Paul Isberg.
Pradziadek Lisy Ericson, olimpijki z 2012.